# Parafia Świętych Apostołów Piotra i Pawła w Obrzycku
Parafia Świętych Apostołów Piotra i Pawła w Obrzycku – rzymskokatolicka parafia w Obrzycku, należąca do dekanatu szamotulskiego archidiecezji poznańskiej.
Została utworzona w XII wieku.